# Solomon Birnbaum
Solomon Asher Birnbaum (in yiddish שלמה בירנבוים‎?; Vienna, 24 dicembre 1891 – Toronto, 28 dicembre 1989) è stato un linguista austriaco.

## Biografia
Birnbaum (1891-1989), nato a Vienna, era il figlio maggiore di Nathan Birnbaum e Rosa Korngut. Fu un ebreo austriaco di origine galiziana.
Solomon Birnbaum prestò servizio nella prima guerra mondiale nell'esercito austro-ungarico, studiò e conseguì il dottorato presso l'Università di Würzburg, specializzandosi in lingue asiatiche. Dal 1922 al 1933, occupò la prima cattedra come insegnante di lingua yiddish in tutto il mondo presso l'Università di Amburgo. Dopo la nascita del partito nazista in Germania, nel 1933 Birnbaum emigrò in Gran Bretagna con sua moglie, Irene Grünwald, e i suoi figli, nel 1933.
Dal 1936 al 1957, Birnbaum fu docente di paleografia ed epigrafia ebraica presso la Scuola di studi orientali e africani dell'Università di Londra; contemporaneamente insegnò yiddish presso la Scuola di Studi slavi ed est europei nella medesima università, dal 1939 al 1958. Durante la seconda guerra mondiale, Birnbaum lavorò in posta per le autorità britanniche. Nel 1970, emigrò a Toronto, in Canada.
Solomon Birnbaum era il padre di Jacob Birnbaum, che, dopo la sua emigrazione a New York nel 1963, contribuì a fondare il movimento ebraico sovietico.

## Opere
- Praktische Grammatik der jiddischen Sprache, Vienna and Leipzig, 1918; Grammatik der jiddischen Sprache, Hamburg: editions 1966, 1979, 1984, 1988
- Leben und Worte des Balschemm, 1920
- Das hebräische und aramäische Element in der jiddischen Sprache, 1921
- "Die jiddische Sprache," in: Germanisch-Romanische Monatsschrift (1923)
- "Die Umschrift des Jiddischen," in: Teuthonista (1933)
- "The Age of the Yiddish Language," in: Transactions of the Philological Society, London (1939)
- "Jewish Languages," in: Essays in Honour of the Very Rev. Dr. J.H. Hertz, London, 1942
- Yiddish Phrase Book, pubblicato da The Linguaphone Institute for The Jewish Committee for Relief Abroad, London, 1945
- "The Cultural Structure of East Ashkenazic Jewry," in: The Slavonic and East European Review, London (1946)
- "The Verb in the Bukharic Language of Samarkand," in: Archivum Linguisticum, 2 (1950/51)
- "How Old are the Cave Manuscripts?" in: Vetus Testamentum (1951)
- The Hebrew Scripts, 2 vols., Leiden, 1954–57, 1971
- Die jiddische Sprache, Hamburg 1974, 1986, 1997
- Yiddish – A Survey and a Grammar, Toronto, 1979
- "Zur Geschichte der u-Laute im Jiddischen," in: Zeitschrift für Deutsche Philologie (1981)
- Yiddish, A Survey and a Grammar, 2ª edizione, con saggi aggiuntivi di David Birnbaum, Eleazar Birnbaum, Kalman Weiser, Jean Baumgarten. Toronto, 2016